# José Antonio Meade Kuribreña
José Antonio Meade Kuribreña (Ciudad de México, 27 de febrero de 1969) es un político, jurista y economista mexicano. Fue candidato a la presidencia de México en las elecciones federales de 2018 por la coalición Todos por México, conformada por el Partido Revolucionario Institucional (PRI), el Partido Verde Ecologista de México (PVEM) y Nueva Alianza (PANAL).
Estudió economía y derecho por el Instituto Tecnológico Autónomo de México (ITAM) y la Universidad Nacional Autónoma de México (UNAM), y cuenta con un doctorado en economía por la Universidad de Yale. Está casado con Juana Cuevas Rodríguez y tiene tres hijos: Dionisio, José Ángel y Magdalena.
Durante la presidencia de Felipe Calderón fue secretario de Energía desde el 7 de enero hasta el 9 de septiembre de 2011 y secretario de Hacienda y Crédito Público desde el 9 de septiembre de 2011 hasta el 30 de noviembre de 2012. En la presidencia de Enrique Peña Nieto ejerció como secretario de Relaciones Exteriores desde el 1 de diciembre de 2012 hasta el 27 de agosto de 2015, secretario de Desarrollo Social desde el 28 de agosto de 2015 hasta el 6 de septiembre de 2016 y secretario de Hacienda y Crédito Público desde el 7 de septiembre de 2016 hasta el 27 de noviembre de 2017.
Desde el 1 de marzo de 2019 es Comisionado de la Comisión Global de Adaptación de la empresa financiera HSBC.

## Primeros años
Nació el 27 de febrero de 1969 en la Ciudad de México. Tiene ascendencia irlandesa y libanesa. Es nieto del abogado y escultor zacatecano José Kuribreña. Es hijo de Dionisio Meade y García de León, abogado y economista priísta, quien lo motivó para que estudiara economía y derecho. José Antonio Meade Kuribreña creció en el barrio de Chimalistac, al sur de la Ciudad de México. Tiene tres hermanos, que también trabajan en el sector público.

## Formación académica
En 1987 inició sus estudios en la licenciatura en Economía del Instituto Tecnológico Autónomo de México (ITAM). Ahí conoció a varios de sus futuros compañeros de gabinete en la administración de Enrique Peña Nieto: a Luis Videgaray, secretario de Relaciones Exteriores y de Hacienda y Crédito Público, y a Virgilio Andrade, secretario de la Función Pública y director de Bansefi. Meade obtuvo mención honorífica en su tesis titulada «El seguro de vida en México: El impacto de la seguridad social y el tratamiento fiscal sobre los planes de pensiones privados», otorgada por el Premio Nacional Tlacaélel en su edición 1993-1994. Cursó también la licenciatura en Derecho por la Facultad de Derecho de la Universidad Nacional Autónoma de México (UNAM).
En 1997, José Antonio Meade Kuribreña obtuvo el doctorado en Economía por la Universidad de Yale, donde especializó sus estudios en Finanzas Públicas y Economía Internacional con la tesis «The Economics of Sentencing Guidelines: Evidence of Federal Fraud Offenders».
En el ámbito docente, ha sido profesor de Economía en el ITAM. Ha publicado diversos artículos en temas de microeconomía y análisis económico del derecho.

## Primeros cargos públicos
Su trayectoria en el sector financiero y hacendario dentro del sector público inició en 1991 como analista de planeación en la Comisión Nacional de Seguros y Fianzas (CNSF).[cita requerida]
Al concluir sus estudios de doctorado, fungió como director general de Planeación Financiera en la Comisión Nacional del Sistema de Ahorro para el Retiro (CONSAR), entre 1997 y 1999.[cita requerida]
Posteriormente, se desempeñó como secretario adjunto de Protección al Ahorro Bancario en el Instituto para la Protección al Ahorro Bancario (IPAB). Entre diciembre de 2000 y mayo de 2002 fue director general de Banca y Ahorro de la Secretaría de Hacienda y Crédito Público.[cita requerida]
Ante el complejo escenario financiero que enfrentaba Banrural en 2002, en mayo del mismo año, Meade Kuribreña fue nombrado director general de Banrural para encabezar los esfuerzos de saneamiento financiero y transición hacia el nuevo organismo que sustituiría a Banrural: Financiera Rural.
El 26 de diciembre de 2002 se publicó la Ley Orgánica de Financiera Rural, con la cual se creó dicho organismo. Una vez instituida la Financiera, Meade Kuribreña fue nombrado director general, cargo en el que permaneció hasta diciembre de 2006. Centró sus esfuerzos a la atención de los pequeños productores y, en su primer año, logró colocar 2 mil 540 millones de pesos en crédito comercial, con una cartera vencida aceptable del 2.4 por ciento. En los primeros años de la creación de Financiera Rural, el financiamiento público al campo se mantuvo constante en los niveles que se registraron desde 1998 con Banrural.

## Administración de Felipe Calderón
En diciembre de 2006, fue designado como Coordinador de Asesores del entonces secretario de Hacienda y Crédito Público, Agustín Carstens. José Antonio Meade Kuribreña fue considerado una de las piezas clave para que se aprobara la Reforma Fiscal, ya que se convirtió en el principal negociador de la SHCP en el Congreso.
En enero de 2008, fue nombrado nuevo subsecretario de Ingresos de la SHCP en sustitución de Fernando de Jesús Sánchez Ugarte. Como subsecretario de Hacienda, defendió a ultranza la constitucionalidad del IETU. Participó activamente en la Reforma Hacendaria de 2009, cuyo objeto fue incrementar la recaudación fiscal.[cita requerida]
Participó en la negociación de reformas a la Ley de Competencia en la Cámara de Diputados, junto con Felipe Duarte, subsecretario de la Secretaría de Economía, y con Manuel Minjares, Subsecretario de Gobernación.
En septiembre de 2010, Meade Kuribreña fue nombrado subsecretario del ramo de la SHCP en sustitución de Alejandro Werner.

### Secretario de Energía
El 7 de enero de 2011, el presidente Felipe Calderón designó a José Antonio Meade Kuribreña como secretario de Energía, en sustitución de Georgina Kessel. Durante su gestión se realizaron avances en el sector energético y Pemex realizó las primeras adjudicaciones de contratos integrales para exploración y producción. Asimismo, inició el programa “Luz Sustentable”, el cual buscaba sustituir más de 47 millones de focos incandescentes por focos ahorradores de energía, aunque se acusó a este programa de ser sumamente costoso, por lo que se ha reformado el formato utilizado.[cita requerida]

### Secretario de Hacienda
El 9 de septiembre de 2011, fue nombrado por el presidente Felipe Calderón como secretario de Hacienda y Crédito Público, cargo en el que se desempeñó hasta su nombramiento como canciller en la secretaria de Relaciones Exteriores.
Bajo su gestión, el 15 de noviembre de 2011, se aprobó el Paquete Económico 2012 y manifestó que serviría para darle fortaleza, confianza y salud a las finanzas públicas en medio del complejo entorno económico internacional. El gasto programado solo comprendió recortes para las secretarías de Comunicaciones y Transportes (-4.4 %), Agricultura (-6.6 %) y de la Reforma Agraria (-1.6 %) respecto a 2011. El resto de las secretarías recibió un aumento presupuestario, incluyendo las de Salud (+4.1 %) y Educación (+5.4 %).
Durante su gestión a cargo de la SHCP, y derivado de las reformas hacendarias de 2007 y 2009, México alcanzó el máximo nivel de recaudación tributaria en 2011. En 2012 la Secretaría a su cargo emitió diversas medidas de simplificación tributaria para fomentar la competitividad. Entre los efectos de corto plazo, se registró un ligero aumento de la recaudación en 2012 (0.3 %) respecto a 2011.
En el ámbito internacional, José Antonio Meade Kuribreña coordinó la agenda económica del Grupo de los 20, a través de las diversas reuniones de los Ministros de Finanzas y Gobernadores de Bancos Centrales del grupo. El 1 de diciembre de 2012, México asumió la Presidencia del G-20 y logró importantes acuerdos para fortalecer el Fondo Monetario Internacional con un considerable aumento de capital, reducir el proteccionismo y avances para posicionar a la inclusión financiera como un mecanismo fundamental para el desarrollo económico.[cita requerida]

## Administración de Enrique Peña Nieto

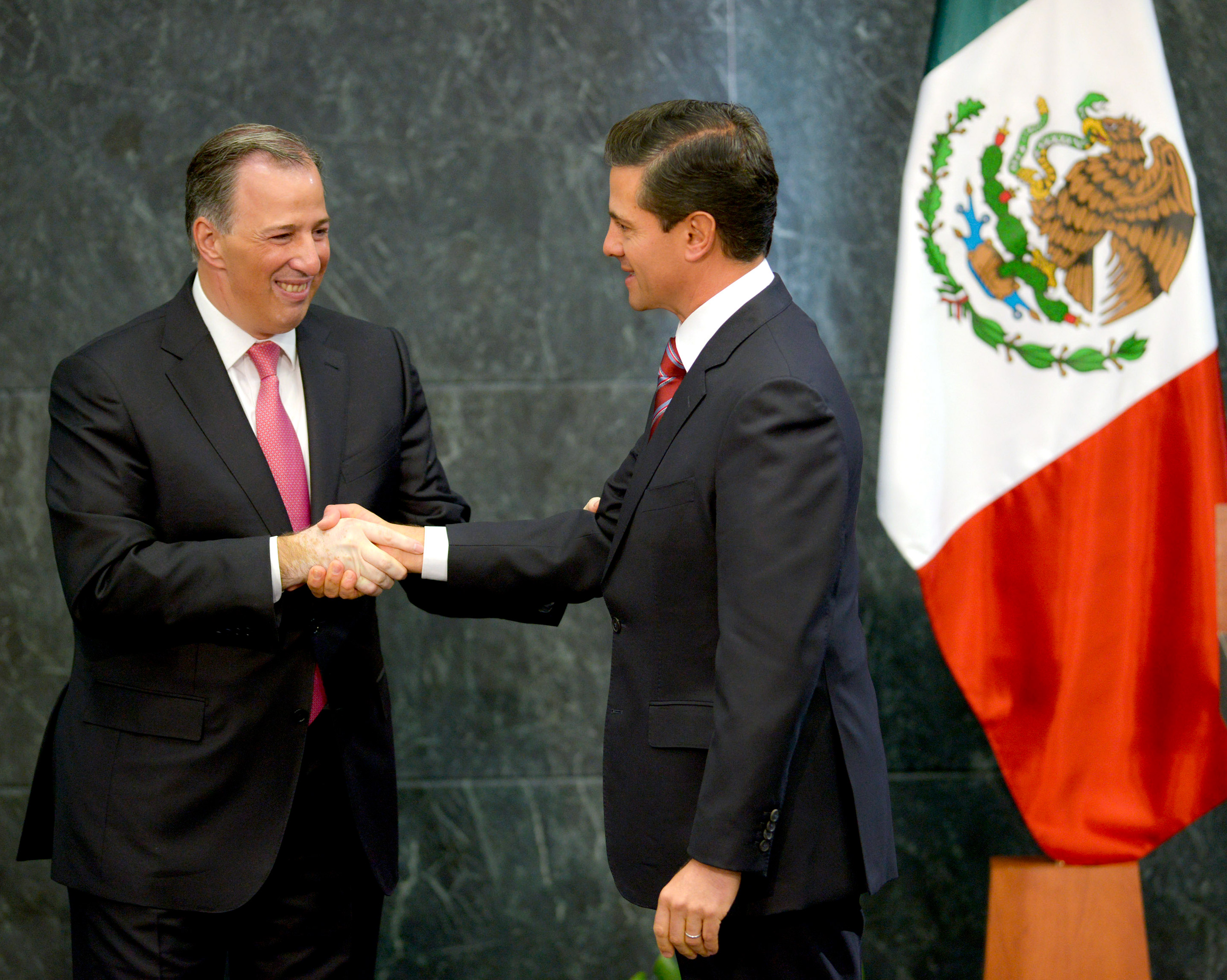
José Antonio Meade con el presidente de México Enrique Peña Nieto en 2017.

### Secretario de Relaciones Exteriores

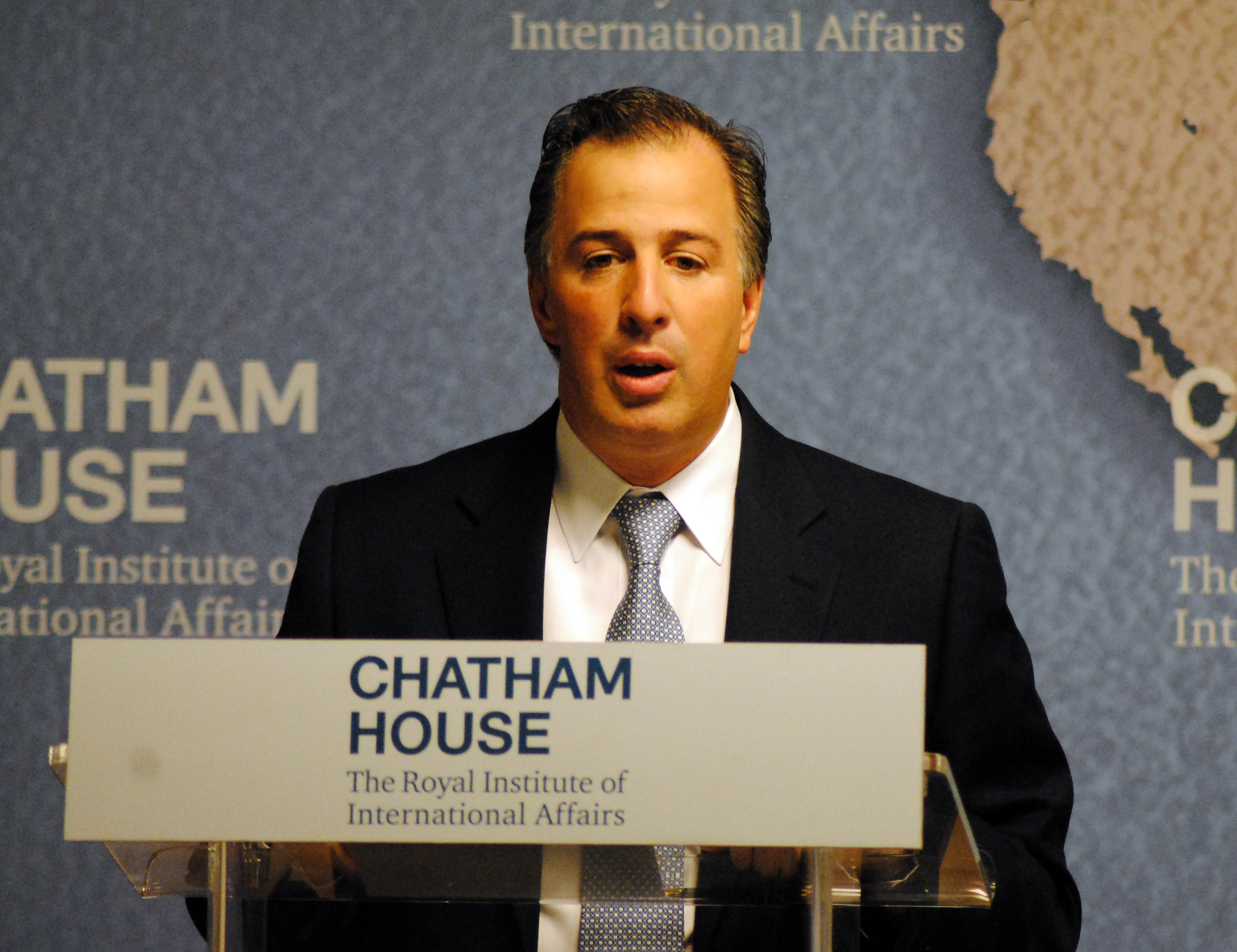
José Antonio Meade como Secretario de Relaciones Exteriores ante el Instituto Real de Asuntos Internacionales en 2014.

José Antonio Meade Kuribreña fue nombrado como secretario de Relaciones Exteriores dentro del gabinete del presidente Enrique Peña Nieto, cargo que ocupó a partir del primero de diciembre de 2012 y hasta el 27 de agosto de 2015, fecha en que fue nombrado secretario de Desarrollo Social. Fue el único secretario de estado bajo la administración del expresidente Felipe Calderón que formó parte del gabinete inicial del presidente Enrique Peña Nieto. Como canciller de México, fue reconocido por la revista Foreign Policy como una de las 500 personas más influyentes en el mundo en 2013.

### Secretario de Desarrollo Social
El 27 de agosto de 2015, José Antonio Meade Kuribreña fue nombrado por el presidente Enrique Peña Nieto como secretario de Desarrollo Social en sustitución a Rosario Robles Berlanga.
Al frente de esta institución, puso en marcha la Estrategia Nacional de Inclusión Social centrada en abatir las seis carencias sociales delineadas por el Consejo Nacional de Evaluación de la Política de Desarrollo Social (Coneval) educación, salud, seguridad social, vivienda, servicios básicos y alimentación. Los primeros resultados de esta estrategia fueron presentados en 2016 por el Coneval (organismo autónomo) en un documento técnico que observó la reducción del número de personas en situación de pobreza (53.4 millones) en comparación con 2014 (55.3 millones).
Es defensor de la teoría de escorrentía económica,[cita requerida] principio económico ampliamente desacreditado[cita requerida] que aboga por la reducción de impuestos a las empresas y los ricos en la sociedad como un medio para estimular la inversión empresarial en el corto plazo y beneficiar a la sociedad en general en el largo plazo.[cita requerida] Mismo principio que llevó a cabo al establecer estímulos y condiciones preferenciales a quienes inviertan en las llamadas Zonas Económicas Especiales, en las cuales los inversionistas obtendrán un beneficio de 100 por ciento en el Impuesto Sobre la Renta en los primeros 10 años y cero por ciento de IVA en la compra de artículos en territorio nacional.
Bajo su cargo, la Secretaría de Desarrollo Social alcanzó acuerdos para combatir la pobreza con diversos sectores de la sociedad como organizaciones de la sociedad civil, empresas e instituciones de los tres niveles de gobierno. El 1 de abril de 2016, José Antonio Meade Kuribreña completó la firma de acuerdos de cooperación contra la pobreza con cada uno de los gobiernos estatales del país.

### Secretario de Hacienda y Crédito Público
El 7 de septiembre de 2016, Meade Kuribreña fue designado como secretario de Hacienda y Crédito Público (SHCP) en sustitución de Luis Videgaray. Se trata de la segunda ocasión en que encabeza esta institución y con ello se convierte en el primer mexicano en ser cinco veces secretario de Estado en cuatro ramos distintos (Hacienda, Energía, Relaciones Exteriores y Desarrollo Social).
Un día después de su llegada a la SHCP, Meade Kuribreña presentó ante la Cámara de Diputados los detalles técnicos del Paquete Económico 2017. El proyecto recortó en 240 mil millones el gasto público como parte de las acciones de responsabilidad fiscal. Datos de los informes sobre la Situación Económica, las Finanzas Públicas y la Deuda Pública hacia el cierre del ejercicio fiscal 2017 perfilaron al Gobierno Federal a alcanzar el primer superávit primario en 9 años.
Durante su gestión, la SHCP destinó el 70 % del remanente de operación entregado por el Banco de México (Banxico) para reducir el endeudamiento del país en 2017 y consolidar la estabilidad financiera. Esta es una meta que también se incluyó entre los pilares del Paquete Económico 2018 que José Antonio Meade Kuribreña entregó al Congreso de la Unión: estabilidad, certidumbre tributaria y sentido social.

## Vida privada
Está casado con Juana Cuevas Rodríguez, quien también estudió la licenciatura de Economía en el ITAM. La esposa de Meade Kuribreña se dedica a la pintura y es curadora de arte. La pareja de economistas tiene tres hijos: Dionisio, José Ángel y Magdalena. Es de religión católica de rito latino.
Desde el 1 de marzo de 2019, forma parte del Consejo de Administración de HSBC Holdings, empresa matriz del grupo HSBC con sede en Londres.

## Candidatura presidencial de 2018

### Elección interna del PRI
El Partido Revolucionario Institucional (PRI) modificó sus estatutos en la XXII Asamblea para permitir la postulación de un ciudadano sin militancia como su candidato a la presidencia, «siempre y cuando el prestigio y la fama del ciudadano elegido pongan al partido en condición competitiva para ganar». Asimismo, se estipuló que tal persona debía comprometerse con la Declaración de Principios y el Programa de Acción del partido. Sin embargo, se rechazó la propuesta de que el candidato fuera seleccionado por medio de una consulta abierta a los militantes. En octubre de 2017, se eligió la «convención nacional de delegados» como el método de elección del candidato presidencial. En este sentido, el 23 de noviembre, el PRI lanzó la convocatoria para la selección del candidato.
Diversos personajes expresaron sus intenciones de obtener la candidatura priista para estos comicios. Ya desde el 28 de marzo de 2016, Ivonne Ortega Pacheco, gobernadora de Yucatán entre 2007 y 2012, anunció que quería «estar en la boleta electoral» de 2018. A ella se sumaron múltiples miembros del gabinete de Enrique Peña Nieto, como el secretario de Gobernación, Miguel Ángel Osorio Chong, el secretario de Educación, Aurelio Nuño Mayer, el secretario de Hacienda, José Antonio Meade Kuribreña, el secretario de Turismo, Enrique de la Madrid Cordero, el secretario de Salud, José Narro Robles, y el secretario de Relaciones Exteriores, Luis Videgaray Caso. En otros potenciales candidatos se llegó a mencionar a Manlio Fabio Beltrones, exgobernador de Sonora entre 1991 y 1997 y expresidente del PRI, y Eruviel Ávila Villegas, exgobernador del Estado de México entre 2011 y 2017.
Aunque en un inicio, Meade descartó que los cambios estatutarios fueran un «traje a la medida» para favorecerlo, desde agosto de 2017 se le llegó a considerar «el tapado» del PRI. En noviembre siguiente, se consideró que Videgaray «destapó» a Meade durante un discurso ante el cuerpo diplomático de México, en el que lo comparó con Plutarco Elías Calles, por ocupar cuatro secretarías en dos gobiernos. Poco después, Videgaray negó haber destapado a Meade. Por su parte, Peña Nieto aseguró al respecto: «Andan bien despistados todos, el PRI no elige a sus candidatos por aplausos». No obstante, el 27 de noviembre, Meade renunció a su cargo y anunció sus intenciones de buscar la candidatura priista.
Después de recabar el apoyo de los tres sectores y cuatro organizaciones que conforman el partido, el PRI aprobó que se pudiera registrar como precandidato. El anuncio fue criticado por la oposición y calificado de «dedazo». José Antonio Meade Kuribreña se registró como precandidato el 3 de diciembre de 2017 y el 18 de febrero de 2018, la Convención Nacional de Delegados, integrada por más de 20 mil priistas, lo eligió por unanimidad como su candidato a la Presidencia de la República.

## Controversias

### Protestas por gasolinazo en México en 2017
El haber mantenido (el precio) bajo hubiera significado más impuestos o más deuda, o recortes de gastos públicos importantes", dijo el titular de la Secretaría de Hacienda y Crédito Público (SHCP), José Antonio Meade Kuribreña.
"Es una medida responsable, difícil, que nos hubiera gustado no tener que tomar", pero "cuida finanzas públicas" y busca estabilidad", agregó.
Los subsidios que el gobierno gasta para mantener el precio de la gasolina le costó al Estado 1,1 billones de pesos (unos US$ 53.000 millones) entre 2006 y 2014. Por otra parte, el 36% del costo de un litro de combustible corresponde a impuestos que van al fisco por lo cual es una fuente importante de ingresos para las arcas públicas.

### La estafa maestra
El 4 de septiembre de 2017 el periódico digital Animal Político y la asociación Mexicanos contra la corrupción y la impunidad dieron a conocer el desvío de 3433 millones de pesos del erario público entre 2013 y 2014, mediante el uso de universidades públicas. El dinero partía de 11 dependencias federales y acababa en empresas privadas que carecían de personalidad jurídica o capacidad para realizar los trabajos que se les encomendaba, caso que fue denominado como la estafa maestra. En diciembre de 2017, la Auditoría Superior de la Federación presentó tres denuncias ante la Procuraduría General de la República (PGR) por el desvío de cerca de 540 millones de pesos de la Secretaría de Desarrollo Social durante el tiempo en que esta fue encabezada por Rosario Robles y por José Antonio Meade, siguiendo el esquema denunciado por Animal Político, portal que hizo pública la denuncia el 10 de enero de 2018 mediante la nota titulada «Con Robles y Meade hubo desvíos al estilo Estafa Maestra por 540 mdp en Sedesol, revela Auditoría». Al día siguiente, el 11 de enero, algunos dirigentes del partido Movimiento Ciudadano presentaron una denuncia ante la PGR en contra el exsecretario de desarrollo social por «su presunta complicidad en los desvíos de recursos públicos», derivado de las investigaciones sobre La estafa maestra.
En uso de su derecho de réplica, Meade contestó al periódico digital afirmando que el ejercicio de fiscalización de la Auditoría «no puede considerarse como una investigación de la cual se deriven pruebas contundentes que permitan arribar a conclusiones categóricas como la de señalar la existencia de desvíos de recursos». Igualmente, el equipo de José Antonio Meade como aspirante a la candidatura presidencial del PRI ha comentado que durante su administración en la Secretaría de Desarrollo Social la dependencia se manejó con «legalidad, transparencia y rendición de cuentas».
El vocero de Meade, Eduardo del Río, declaró en un comunicado que ante la nota, Meade consideraba demandar a Animal Político por su publicación del 10 de enero de 2018, valorando que «lo ahí manifestado constituye una injuria gratuita a su persona». Ante el derecho de réplica a esta carta, el director del portal, Daniel Moreno, contestó que la misma «debía dirigirse a la Auditoría Superior de la Federación. Animal Político sólo consignó que se presentaron denuncias penales y qué dicen las auditorías». Ante la polémica por el comunicado de Del Río, Javier Lozano Alarcón, vicepresidente de mensaje de Meade, realizó una aclaración afirmando que en todo caso que «si advertimos alguna falsedad o inexactitud en la información, procederemos a su aclaración solo en términos de la ley del derecho de réplica y no por otra vía». Poco tiempo después, el mismo Alarcón declaró mediante Twitter el desistimiento de acciones: «Reitero que la posición final (posterior a la carta pues) del equipo de precampaña de @JoseAMeadeK es la contenida en el tuit que emití esta mañana».

## Publicaciones
- José Antonio Meade (1993). El seguro de vida en México: El impacto de la seguridad social y el tratamiento fiscal sobre los planes de pensiones privados. ITAM. (tesis de licenciatura).
- José Antonio Meade y Joel Waldfogel (enero de 1998). Do Sentencing Guidelines Raise the Cost of Punishment?. National Bureau of Economic Research. Consultado el 1 de agosto de 2012.